# Mujë Rugova
Mujë Rugova (* 16. März 1945 in Adžovici bei Peć, Föderative Volksrepublik Jugoslawien) ist ein kosovarischer Chemiker. Er war von 2009 bis 2012 Rektor der Universität Prishtina.

## Leben und Wirken
Rugova besuchte von 1951 bis 1959 die Grundschule 1. Mai in Haxhaj, Rugovë und von 1959 bis 1963 das Gymnasium in Peć. Danach absolvierte er ein Studium der Naturwissenschaften und Mathematik an der Universität Prishtina zum Bachelor und der Universität Zagreb zum Master 1978. Mit seiner Dissertation: „Menge und Verbreitung von Blei in Überschwemmungsgebieten des Kosovo“ wurde er zum Doktor der Naturwissenschaften promoviert.
Ab 1970 war er Lehrbeauftragter, Dozent und Assistenzprofessor. Seit 1994 ist er ordentlicher Professor und seit 2009 Rektor der Universität Prishtina. Er ist darüber hinaus engagiert im Netzwerk der Balkan-Universitäten.
Neben seiner Muttersprache Albanisch beherrscht Rugova Deutsch, Serbokroatisch und Englisch.